# Eurocódigo

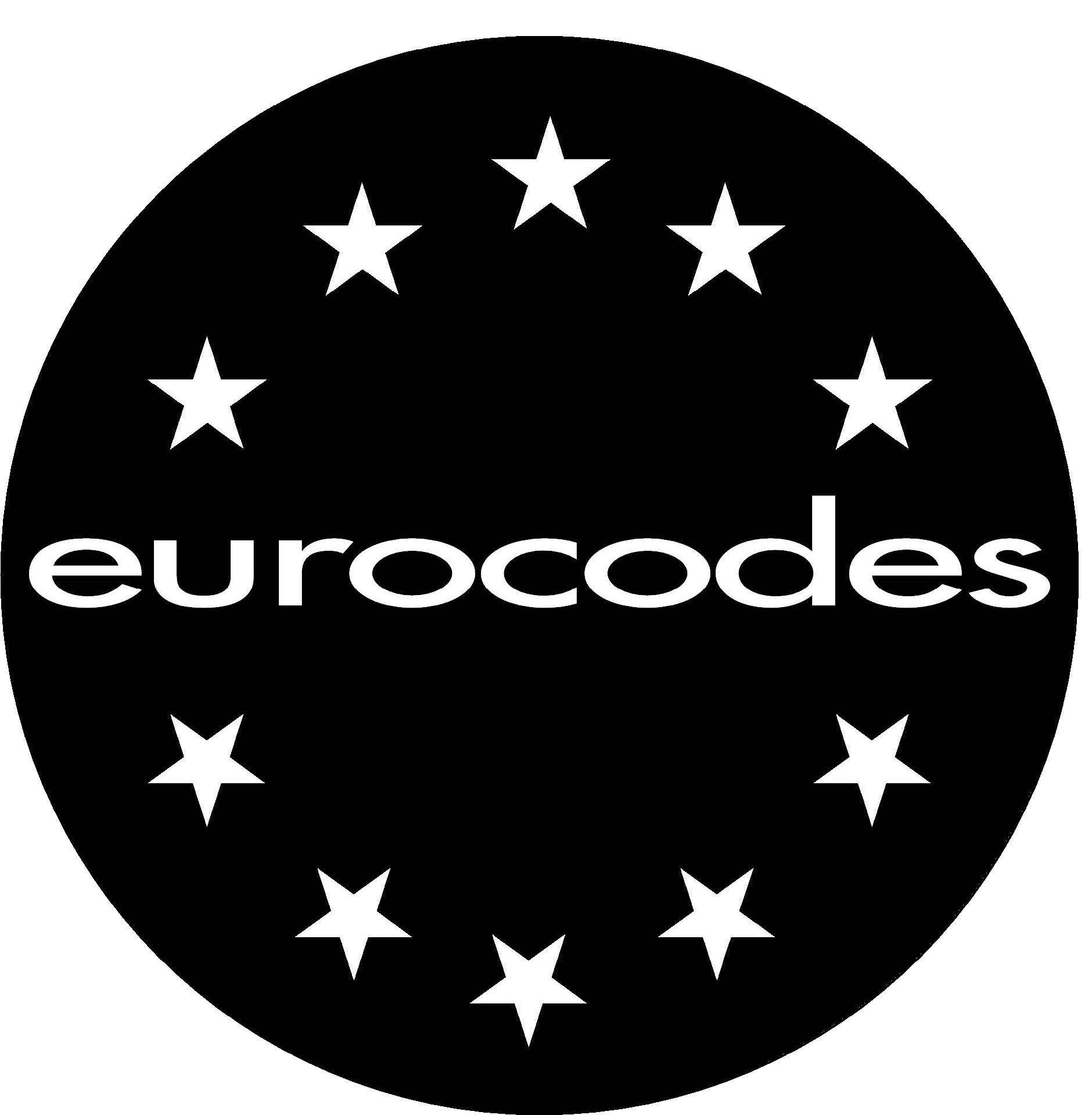

Os Eurocódigos são um conjunto de normas europeias de responsabilidade do Comité Europeu de Normalização (Comité técnico TC 250) que visa unificar critérios e normativas de cálculo e dimensionamento de estruturas.
Encontram-se publicados os seguintes Eurocódigos:
- Eurocódigo 0 (EN 1990) - Bases do projecto de estruturas
- Eurocódigo 1 (EN 1991) - Acções em estruturas
- Eurocódigo 2 (EN 1992) - Projecto de estruturas de betão
- Eurocódigo 3 (EN 1993) - Projecto de estruturas de aço
- Eurocódigo 4 (EN 1994) - Projecto de estruturas mistas aço-betão
- Eurocódigo 5 (EN 1995) - Projecto de estruturas de madeira
- Eurocódigo 6 (EN 1996) - Projecto de estruturas de alvenaria
- Eurocódigo 7 (EN 1997) - Projecto geotécnico
- Eurocódigo 8 (EN 1998) - Projecto de estruturas em regiões sísmicas
- Eurocódigo 9 (EN 1999) - Projecto de estruturas de alumínio

## Versão portuguesa
Em Portugal, a tradução dos Eurocódigos e a elaboração dos «anexos nacionais» é, por incumbência
do IPQ, coordenada pelo Laboratório Nacional de Engenharia Civil (LNEC), que constituiu uma comissão técnica de normalização, a CT115, que agrupa dez grupos de trabalho, um por Eurocódigo.